# Női rúdugrás a 2017-es atlétikai világbajnokságon
A 2017-es atlétikai világbajnokságon a női rúdugrást augusztus 4. és 6. között rendezték meg a londoni Olimpiai Stadionban.

## Rekordok
| Világrekord              | Világrekord | Világrekord    |
| Versenyző                | Magasság    | Hely           |
| ------------------------ | ----------- | -------------- |
| Jelena Iszinbajeva (RUS) | 5,06        | Zürich, 2009   |
| Világbajnoki rekord      |             |                |
| Versenyző                | Magasság    | Hely           |
| Jelena Iszinbajeva (RUS) | 5,01        | Helsinki, 2005 |
| Címvédő                  |             |                |
| Versenyző                | Magasság    | Hely           |
| Yarisley Silva (CUB)     | 4,90        | Peking, 2015   |

## Menetrend
| Esemény    | Időpont             |
| ---------- | ------------------- |
| Selejtezők | augusztus 4., 20:45 |
| Döntő      | augusztus 6., 20:00 |

## Eredmények
- WR – világrekord
- CR – világbajnoki rekord
- AR – kontinens rekord
- NR – országos rekord
- PB – egyéni rekord
- WL – az adott évben aktuálisan a világ legjobb eredménye
- SB – az adott évben aktuálisan az egyéni legjobb eredmény

### Selejtező
| 1.  | Sandi Morris         | Egyesült Államok | –   | o   | o   | o   | 4,55            | q |
| 1.  | Robeilys Peinado     | Venezuela        | o   | o   | o   | o   | 4,55            | q |
| 3.  | Alysha Newman        | Kanada           | –   | o   | ××o | o   | 4,55            | q |
| 4.  | Holly Bradshaw       | Nagy-Britannia   | –   | –   | o   | –   | 4,50            | q |
| 5.  | Eliza McCartney      | Új-Zéland        | –   | ×o  | ×o  | ××× | 4,50            |   |
| 6.  | Angelica Moser       | Svájc            | o   | ×o  | ××o | ××× | 4,50            |   |
| 7.  | Silke Spiegelburg    | Németország      | o   | o   | ××× |     | 4,35            |   |
| 8.  | Liz Parnov           | Ausztrália       | ×o  | o   | ××× |     | 4,35            |   |
| 9.  | Lisa Gunnarsson      | Svédország       | ××o | o   | ××× |     | 4,35            |   |
| 10. | Romana Maláčová      | Csehország       | o   | ×o  | ××× |     | 4,35            |   |
| 11. | Minna Nikkanen       | Finnország       | o   | ××× |     |     | 4,20            |   |
| 11. | Fanny Smets          | Belgium          | o   | ××× |     |     | 4,20            |   |
| Hn  | Anyzselika Szidorova | Független        | –   | –   | ××× |     | Eredmény nélkül |   |
| Hn  | Michaela Meijer      | Svédország       | –   | ××× |     |     | Eredmény nélkül |   |
| Hn  | Kelsie Abhe          | Kanada           | ××× |     |     |     | Eredmény nélkül |   |
| Hn  | Jirina Zsuk          | Fehéroroszország | ××× |     |     |     | Eredmény nélkül |   |

| B csoport | B csoport              | B csoport        | B csoport | B csoport | B csoport | B csoport | B csoport | B csoport       | B csoport | B csoport |
| Helyezés  | Versenyző              | Ország           | 4,20      | 4,35      | 4,50      | 4,55      | 4,60      | Eredmény        | Mj        |           |
| --------- | ---------------------- | ---------------- | --------- | --------- | --------- | --------- | --------- | --------------- | --------- | --------- |
| 1.        | Katerína Sztefanídi    | Görögország      | –         | –         | –         | –         | o         | 4,60            | Q         |           |
| 2.        | Lisa Ryzih             | Németország      | –         | –         | o         | o         |           | 4,55            | q         |           |
| 3.        | Yarisley Silva         | Kuba             | –         | –         | o         | ×o        |           | 4,55            | q         |           |
| 4.        | Nicole Büchler         | Svájc            | –         | –         | ××o       | ×o        |           | 4,55            | q         |           |
| 5.        | Angelica Bengtsson     | Svédország       | o         | o         | o         | ××o       |           | 4,55            | q         |           |
| 5.        | Olga Mullina           | Független        | o         | o         | o         | ××o       |           | 4,55            | q         |           |
| 7.        | Anicka Newell          | Kanada           | –         | o         | o         | ××o       |           | 4,50            | q         |           |
| 8.        | Tina Šutej             | Szlovénia        | ×o        | o         | ×××       |           |           | 4,35            |           |           |
| 9.        | Jirina Ptácníková      | Csehország       | o         | ×o        | ×××       |           |           | 4,35            |           |           |
| 10.       | Ninon Guillon-Romarin  | Franciaország    | o         | ×××       |           |           |           | 4,20            |           |           |
| 10.       | Friedeline Petershofen | Németország      | o         | ×××       |           |           |           | 4,20            |           |           |
| 12.       | Marina Kilipko         | Ukrajna          | ×o        | ×××       |           |           |           | 4,20            |           |           |
| Hn        | Jennifer Suhr          | Egyesült Államok | –         | –         | –         | ×××       |           | Eredmény nélkül |           |           |
| Hn        | Emily Grove            | Egyesült Államok | ×××       |           |           |           |           | Eredmény nélkül |           |           |
| Hn        | Amálie Švábíková       | Csehország       | ×××       |           |           |           |           | Eredmény nélkül |           |           |

### Döntő
| Döntő          | Döntő               | Döntő            | Döntő | Döntő | Döntő | Döntő | Döntő | Döntő | Döntő | Döntő | Döntő | Döntő    | Döntő |
| Helyezés       | Versenyző           | Ország           | 4,30  | 4,45  | 4,55  | 4,65  | 4,75  | 4,82  | 4,89  | 4,91  | 5,02  | Eredmény | Mj    |
| -------------- | ------------------- | ---------------- | ----- | ----- | ----- | ----- | ----- | ----- | ----- | ----- | ----- | -------- | ----- |
|                | Katerína Sztefanídi | Görögország      | –     | –     | –     | o     | o     | o     | ×–    | o     | ×××   | 4,91     | WL    |
|                | Sandi Morris        | Egyesült Államok | –     | o     | o     | o     | o     | ×–    | ××    |       |       | 4,75     |       |
|                | Robeilys Peinado    | Venezuela        | o     | o     | o     | ×o    | ×××   |       |       |       |       | 4,65     | NR    |
| Yarisley Silva | Kuba                | –                | o     | o     | ×o    | ×××   |       |       |       |       | 4,65  |          |       |
| 5.             | Lisa Ryzih          | Németország      | –     | ×o    | o     | ×o    | ×××   |       |       |       |       | 4,65     |       |
| 6.             | Holly Bradshaw      | Nagy-Britannia   | –     | –     | o     | ××o   | ×××   |       |       |       |       | 4,65     |       |
| 7.             | Alysha Newman       | Kanada           | ×o    | o     | o     | ××o   | ×××   |       |       |       |       | 4,65     |       |
| 8.             | Olga Mullina        | Független        | ×o    | o     | o     | ×××   |       |       |       |       |       | 4,55     |       |
| 9.             | Eliza McCartney     | Új-Zéland        | –     | o     | ×o    | ×××   |       |       |       |       |       | 4,55     |       |
| 10.            | Angelica Bengtsson  | Svédország       | ×o    | o     | ×o    | ×××   |       |       |       |       |       | 4,55     |       |
| 11.            | Nicole Büchler      | Svájc            | –     | o     | ×××   |       |       |       |       |       |       | 4,45     |       |
| 12.            | Anicka Newell       | Kanada           | ×o    | ×o    | ×××   |       |       |       |       |       |       | 4,45     |       |